# Биопсия хориона
Биопси́я хорио́на — получение образца ткани хориона с целью выявления и профилактики хромосомных болезней, носительства хромосомных аномалий, а также моногенных болезней. Получение ткани хориона осуществляют путём пункции матки через переднюю брюшную стенку или через влагалище и шейку матки биопсийными щипцами или аспирационным катетером. Выбор метода зависит от особенностей расположения хориона в матке. Ткань хориона, в основном, имеет ту же генетическую структуру, что и плод, поэтому пригодна для проведения генетической диагностики.
Объем тканей хориона, достаточный для генетического ответа — 10 — 15 мг. Частота получения необходимого количества плодного материала: 94 — 99,5 %.
Основное преимущество биопсии хориона — выполнение диагностики в ранние сроки беременности, быстрота получения результата (в среднем 2-3 дня), возможно определение пола плода и ДНК-диагностика заболевания.

## Показания
- Возраст беременной 35 лет и старше.
- Отягощенный акушерский и генетический анамнез (наличие в анамнезе рождение ребенка с ВПР, хромосомной или моногенной болезнью)
- Семейное носительство хромосомной аномалии или генной мутации
- Данные эхографии (в 10-14 недель толщина воротникового пространства > 3 мм)

## Сроки проведения
Оптимальные сроки для проведения биопсии хориона — 7-16 недель. Манипуляция проводится строго под контролем УЗИ.

## Осложнения
- Самопроизвольное прерывание беременности — при трансабдоминальном доступе 0,88 — 2 %, при трансцервикальном — 2 — 14,3 %.
- Кровотечение
- Ретроплацентарная гематома
- Болевые ощущения
- Хориоамнионит

## Противопоказания
Лихорадочное состояние женщины, обострение хронических заболеваний, кровянистые выделения из половых путей, миоматозные узлы больших размеров с признаками нарушения питания, выраженная несостоятельность шейки матки, инфекционное поражение кожи передней брюшной стенки, анатомическая недоступность ткани хориона, выраженный спаечный процесс в малом тазу.